# David Laurin Ricken
David Laurin Ricken (Dodge City, 9 de novembro de 1952) é um prelado norte-americano da Igreja Católica Romana que serve como o décimo segundo bispo da Diocese de Green Bay, Wisconsin. Serviu anteriormente como bispo da Diocese de Cheyenne, Wyoming.

## Biografia
Infância e educação
David Ricken nasceu, filho de George William "Bill" Ricken (falecido em 1 de julho de 1993) e Bertha (Davis) Ricken (falecida em 20 de agosto de 2001) em Dodge City, Kansas. Ele tem dois irmãos: um irmão, Mark, e uma irmã, Carol, que é diretora da Escola St. Mary em Cheyenne, Wyoming. Para sua educação primária, Ricken frequentou a Sacred Heart Cathedral Grade School em Dodge City. Mais tarde, ele frequentou o St. Francis High School Seminary em Victoria, graduando-se em 1970.
Ricken fez estudos de graduação em filosofia no Pontifical College Josephinum em Worthington, Ohio, e no Conception Seminary College em Conception, Missouri, graduando-se nesta última instituição em 1974. Como seminarista da Diocese de Pueblo, ele frequentou a Escola de Teologia St. Meinard em St. Meinard, Indiana, e o Colégio Americano da Imaculada Conceição em Leuven, Bélgica, obtendo um mestrado em teologia em 1980 pela Universidade Católica de Leuven.
Ordenação e ministério
Ricken foi ordenado ao sacerdócio pelo Bispo Arthur Tafoya em 12 de setembro de 1980, e então serviu como pároco associado da Catedral do Sagrado Coração em Pueblo até 1985. De 1985 a 1987, foi administrador paroquial da Igreja do Santo Rosário e vice-reitor da diocese. Em 1987 foi enviado para a Pontifícia Universidade Gregoriana de Roma, onde obteve a Licenciatura em Direito Canônico em 1989.
Ricken, ao retornar aos Estados Unidos, foi nomeado diretor vocacional diocesano e vigário para a formação do ministério, e se tornou chanceler diocesano em 1992. Em 1996 começou a trabalhar como funcionário da Congregação para o Clero na Cúria Romana, cargo que ocupou até 1999.
Bispo de Cheyenne, Wyoming
Em 14 de dezembro de 1999, Ricken foi nomeado bispo-coadjutor de Cheyenne pelo Papa João Paulo II. Recebeu a consagração episcopal em 6 de janeiro de 2000, de João Paulo II, com os arcebispos Giovanni Re e Marcello Zago, OMI, servindo como co-consagradores, na Basílica de São Pedro. Ricken mais tarde sucedeu Joseph Hubert Hart como bispo de Cheyenne em 26 de setembro de 2001, após a aposentadoria deste.
Bispo de Green Bay, Wisconsin
O Papa Bento XVI nomeou Ricken o décimo segundo bispo de Green Bay, Wisconsin, em 9 de julho de 2008. O bispo Ricken foi empossado em 28 de agosto de 2008.
Controvérsia de Joseph Hart
Em agosto de 2019, Ricken foi investigado por uma carta de 2002 defendendo o bispo eméito de Cheyenne, Joseph Hart, que é acusado de abusar sexualmente de crianças e foi recomendado para enfrentar acusações criminais pela polícia Cheyenne. Enquanto Ricken era bispo de Cheyenne, uma investigação criminal diferente contra Hart, iniciada em 2002, foi encerrada devido, em parte, à falta de cooperação da Diocese de Cheyenne. Ricken depois se recusou a falar com a imprensa sobre a nova investigação contra Hart.
Hall da Fama
Ricken é um homenageado em 2009 no Hall da Fama da Fundação para a Educação Católica. Enquanto bispo de Cheyenne, ele co-fundou o Wyoming Catholic College, fundou a Wyoming School of Catholic Thought e fundou a John Paul II Catholic School em Gillette, Wyoming. Ele supervisionou a construção de uma nova escola para a Escola Católica de Santa Maria em Cheyenne.